# Ignat Sergejewitsch Semtschenko
Ignat Sergejewitsch Semtschenko (russisch Игнат Сергеевич Земченко; * 24. April 1992 in Angarsk) ist ein russischer Eishockeyspieler, der seit 2018 erneut bei Metallurg Nowokusnezk in der Wysschaja Hockey-Liga unter Vertrag steht.

## Karriere
Ignat Semtschenko begann seine Karriere als Eishockeyspieler in der Nachwuchsabteilung des PHK Krylja Sowetow Moskau, in der er bis 2009 aktiv war. Anschließend wurde er im KHL Junior Draft 2009 in der ersten Runde als insgesamt zehnter Spieler von Sewerstal Tscherepowez ausgewählt. Für die Profimannschaft von Sewerstal gab er in der Saison 2009/10 sein Debüt in der Kontinentalen Hockey-Liga. In dieser kam er jedoch nur zu einem Einsatz und verbrachte die gesamte restliche Spielzeit bei der Juniorenmannschaft Almas Tscherepowez in der multinationalen Nachwuchsliga Molodjoschnaja Chokkeinaja Liga. Auch in den folgenden beiden Jahren spielte er parallel für Sewerstal in der KHL und Almas in der MHL. In der Saison 2010/11 nahm er am All-Star Game der MHL teil.
Kurz nach Beginn der Saison 2015/16 wurde er im Tausch gegen Roman Berdnikow und Sergei Dorofejew  an Metallurg Nowokusnezk abgegeben.
Zu Beginn der Saison 2017/18 stand er beim HK Sibir Nowosibirsk unter Vertrag, wechselte aber im Oktober 2017 – gegen Zahlung einer finanziellen Entschädigung –  zurück zu Sewerstal.

## Erfolge und Auszeichnungen
- 2011 MHL All-Star Game
- 2012 Silbermedaille bei der U20-Junioren-Weltmeisterschaft

## KHL-Statistik
(Stand: Ende der Saison 2016/17)